# Lista de legiões romanas

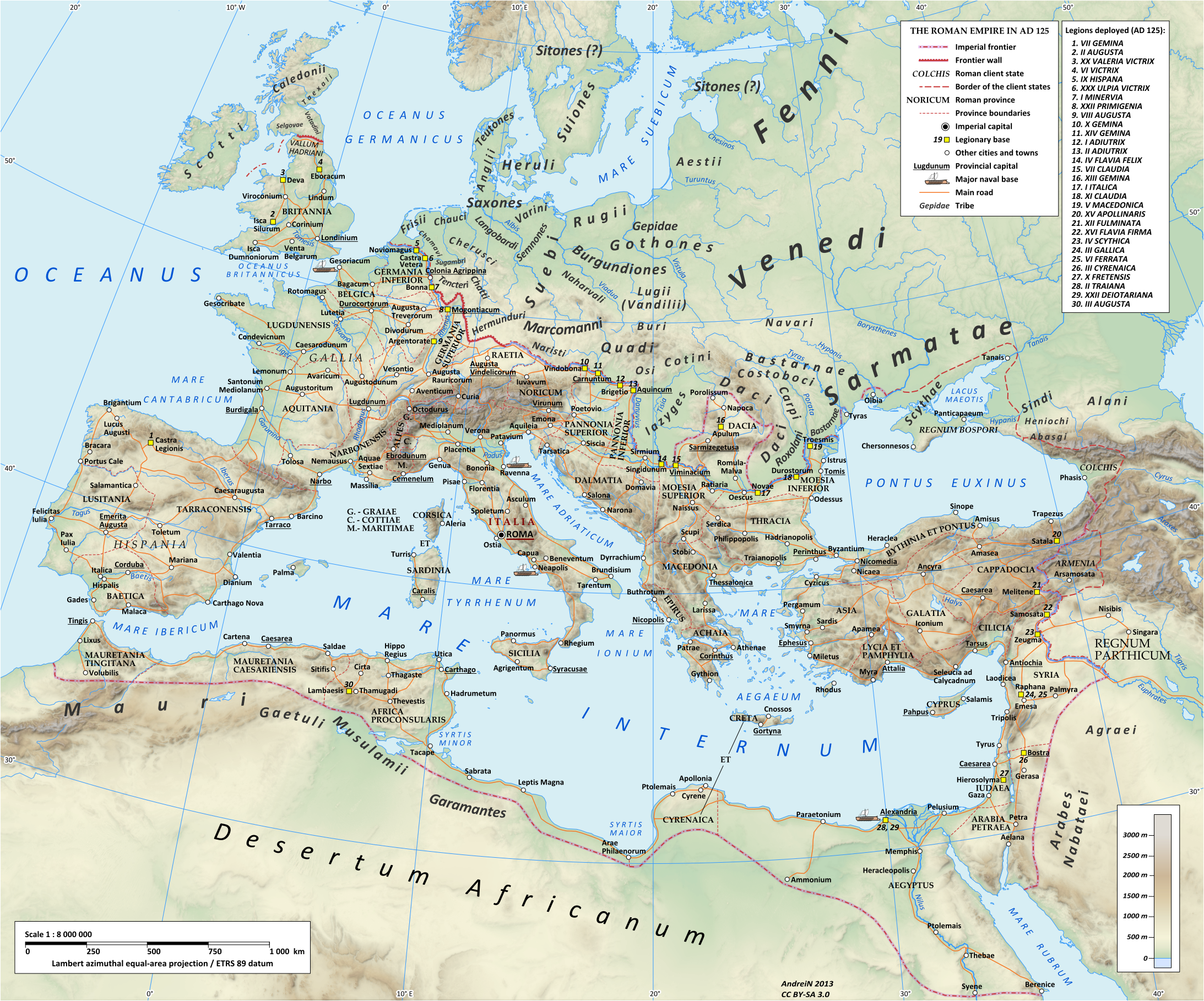
Império Romano em, sob o imperador Adriano, mostrando a disposição de suas legiões na época.

Esta é uma lista de legiões romanas. A legião romana profissional era uma estrutura da organização militar da antiga Roma, especialmente importante no período final da República Romana, a partir das reformas de Caio Mário, e Império.
Os comentários incluem a data de criação e dissolução de cada legião, a causa do desaparecimento se relevante, e o responsável ( fundador) pela criação original de cada uma das legiões e os seus emblemas.

## Legiões do final do período republicano
Até as reformas de Mário de 107 a.C., as legiões republicanas eram formadas pelo alistamento compulsório de cidadãos romanos que atingiam os critérios mínimos e eram formadas sempre que necessário. Geralmente, a formação era autorizada pelo senado e, finda a sua utilizada, eram desfeitas.
As reformas de Caio Mário transformaram as legiões em unidades permanentes, podendo existir por diversos anos ou décadas, algo necessário para que o agora vasto império fosse todo guarnecido.
As legiões incluídas na lista a seguir tiveram uma história longa o suficiente para serem consideradas notáveis. A maioria delas foi instituída por Júlio César e foram, posteriormente, incorporadas no exército de Otaviano, sendo que umas poucas foram também obra de Marco Antônio ou Augusto:
| Legião Nº & Cognome           | Fundador      | Emblema                  | Data de fundação | Data final     | Observação |
| Legio I Germanica             | Júlio César   |                          | 48 a.C.          | 70 d.C.        | Destruída durante a Revolta dos Batavos |
| Legio II Sabina               | Augusto       | Capricórnio              | 43 a.C.          | 9 a.C.         | Nome antigo da Legio II Augusta |
| Legio III Cyrenaica           | Marco Antônio | tridente                 | 36 a.C.          | século V       | Continuou a existir durante o período imperial |
| Legio III Gallica             | Júlio César   | Touro                    | 49 a.C           | século IV      | Continuou a existir durante o período imperial |
| Legio IV Macedonica           | Júlio César   | Touro Capricórnio        | 48 a.C.          | 70 d.C.        | Desfeita por Vespasiano. |
| Legio IV Scythica             | Marco Antônio | Capricórnio              | 42 a.C.          | século V       | Continuou a existir durante o período imperial. Conhecida também como Legio IV Parthica.                                                             |
| Legio V Alaudae               | Júlio César   | Elefante                 | 52 a.C.          | 70 d.C.        | Destruída na Revolta dos Batavos. Legião gêmea da Legio VI Macedonica.                                                                               |
| Legio VI Ferrata              | Júlio César   | Touro Lobo Rômulo e Remo | 52 a.C.          | depois de 250  | Legião gêmea da Legio VI Victrix |
| Legio VII Claudia Pia Fidelis | Júlio César   |                          | 51 a.C.          | 44 a.C.        | Desfeita e remontada por Augusto como Legio VII Claudia.                                                                                             |
| Legio VIII Augusta            | Júlio César   |                          | 59 a.C.          | 48 a.C.        | Desfeita e remontada por Augusto como Legio VIII Augusta                                                                                             |
| Legio IX Hispana Triumphalis  | Júlio César   |                          | 59 a.C.          | 48 a.C.        | Desfeita e remontada por Augusto como Legio IX Hispana                                                                                               |
| Legio X Equestris             | Júlio César   |                          | antes de 58 a.C. | 45 a.C.        | Desfeita e remontada por Lépido, incorporada na Legio X Gemina por Augusto Também conhecida como Legio X Veneria. Legião gêmea da Legio X Fretensis. |
| Legio X Fretensis             | Augusto       |                          | 41 a.C.          | pelo menos 410 | Legião gêmea da Legio X Equestris e fundida a ela por Augusto.                                                                                       |
| Legio XI Claudia              | Júlio César   | Netuno                   | 58 a.C.          | 45 a.C.        | Desfeita e remontada por Augusto |
| Legio XII Victrix             | Júlio César   |                          | 57 a.C.          | 45 a.C.        | Incorporada ao exército de Augusto como Legio XII Fulminata                                                                                          |
| Legio XII Antiqua             |               |                          | 43 a.C.          |                | Reconstituída por Lépido em 43 a.C. Batizada por Marco Antônio Incorporada ao exército de Augusto como Legio XII Fulminata                           |
| Legio XIII Gemina             | Júlio César   |                          | 57 a.C.          | 45 a.C.        | Reconstituída como Legio XIII Gemina por Augusto em 41 a.C.                                                                                          |

## Legiões do início do Império Romano

### Códigos para as províncias na tabela a seguir
| - AEG Egito (Egito) - AFR África (Tunísia/Tripolitania) - AQ Aquitânia (Aquitânia, França) - AR Arábia Pétrea (Jordânia/Sinai) - BRIT Britânia (Inglaterra/País de Gales) - CAP Capadócia (Turquia central e oriental) - DC Dácia (Romênia/Sérvia) - DLM Dalmácia (Croácia/Bósnia/Sérvia) - GAL Galácia (Província de Ankara na Turquia) - GI Germânia Inferior (Sul da Holanda/Noroeste da região do Reno) - GS Germânia Superior (Alsácia-Lorena/Sul da região do Reno) - HISP Hispânia Tarraconense (maior parte da Espanha) | - IT Itália (Itália) - JUD Judeia (Israel) - MAUR Mautitânia (Argélia/Marrocos) - MCD Macedônia (Grécia, Albânia, Bulgária, República da Macedônia) - MI Mésia Inferior (Norte da Bulgária/costa da Romênia) - MS Mésia Superior (Sérvia) - NR Nórica (Áustria) - PAN Panônia (Hungria ocidental/Eslovênia) - RT Récia (Suíça/Alemanha ao sul do Danúbio) - SYR Síria (Síria/Líbano) |  |

### Legiões romanas do início do império
(unidades formadas entre 59 a.C. e 250 d.C.)
| Legião Nº & Cognome      | Principal base         | Emblema     | Data de fundação/ fundador | Data final | Castra legionaria (base) *                                                   | Observações                                                                                  |
| I Adiutrix               | Szöny Hungria          | Capricórnio | 68 d.C. Nero               | 444        | 70 - 86 Mogoncíaco (GS); 86 - meados século V Brigécio* (PAN)                | "1ª Auxiliar". Era a antiga Legio I Classica (formada pela infantaria da marinha romana)     |
| I Germanica              | Bona Alemanha          | Touro       | 48 a.C. Júlio César        | 70 DD      | até 16 a.C. HISP; ca. 5 a.C. - 70 d.C. Bona* (GI)                            | Desfeita por covardia durante a Revolta dos batavos                                          |
| I Italica                | Svishtov Bulgária      | Javali      | 66 d.C. Nero               | após 400   | 70 - início século V Nova* (MI)                                              | prima Italica: formada para a campanha abortada no Cáucaso                                   |
| I Macriana               |                        |             | 68 d.C. Clódio Macer       | 69 DD      | (Formada no motim contra Nero por Clódio Macer, gov da AFR)                  | liberatrix: "1ª Libertadora". Desfeita por Galba                                             |
| I Minervia               | Bona Alemanha          | Minerva     | 82 d.C. Domiciano          | após 300   | 82 - século IV Bona* (GI)                                                    | "Veneradora de Minerva 1ª"                                                                   |
| I Parthica               | Sinjar Iraque          | Centauro    | 197 d.C. Sétimo Severo     | após 400   | 197 - início século V Nísibis* (SYR)                                         | Formada para a campanha contra os partas em 197                                              |
| II Adiutrix              | Budapeste Hungria      | Capricórnio | 70 d.C. Vespasiano         | 269+       | 70 - 87 BRIT; 87 - 106 MS; 106 - pelo menos 269 Aquinco* (PAN)               | "2ª Auxiliar" Ex-legião naval.                                                               |
| II Augusta               | Caerleon País de Gales | Capricórnio | pré 9 d.C. Augusto         | após 300   | até ca. 9 d.C. HISP; 43 - 74 BRIT; 74 - pelo menos 255 Isca Augusta* (BRIT)  | Não conseguiu enfrentar Boudica 60. ca. 395 em Rutúpias (BRIT)                               |
| II Italica               | Enns Áustria           | Loba        | 165 d.C. Marco Aurélio     | após 400   | 180 - ca. 400 Lauríaco* (NR)                                                 | Lupa Capitolina Emblema de Roma                                                              |
| II Parthica              | Albano Laziale Itália  | Centauro    | 197 d.C. Sétimo Severo     | após 350   | 197 - 218 Castra Albana* (IT); 218-34 SYR; 238-c300 C. Albana                | em Bezabde (SYR) no século IV                                                                |
| II Traiana               | Alexandria Egito       | Hércules    | 105 d.C. Trajano           | após 400   | 125 - século V Alexandria* (AEG)                                             | secunda fortis "2ª Valorosa de Trajano"                                                      |
| III Augusta              | Batna Argélia          | Pégaso      | 43 a.C. Augusto            | após 350   | até 20 d.C. AFR; 20 - 75 Amedara 74 - 350+ Lambésis* (MAUR)                  | Dizimada por covardia na guerra contra os Mauros (18 d.C.)                                   |
| III Cyrenaica            | Busra Síria            |             | 36 a.C. Marco Antônio      | após 400   | até 35 d.C. Tebas 35 - 125 Alexandria AEG; 125 - século V Bostra* AR         | "3ª de Cirene"                                                                               |
| III Gallica              | Abila Jordânia         | Dois Touros | 49 a.C. Júlio César        | após 300   | 31 a.C. - século IV Rafana* (SYR)                                            | tertia Gallica: "3ª da Gália"                                                                |
| III Italica              | Ratisbona Alemanha     | Cotovia     | 165 d.C. Marco Aurélio     | após 300   | 165 - século IV Castra Regina* (RT)                                          | Formada para a guerra contra os Marcomanos                                                   |
| III Parthica             | Ra's al-'Ayn Síria     | Touro       | 197 d.C. Sétimo Severo     | após 400   | 197 - século IV Resena* (SYR)                                                | Formanda para a campanha contra os partas em 197                                             |
| IV Flavia Felix          | Belgrado Sérvia        | Leão        | 70 d.C. Vespasiano         | pré 400    | 86 - século IV Singiduno* (MS)                                               | Afortunada 4ª de Vespasiano. Recriada a partir dos restos da IV Macedonica                   |
| VI Macedonica            | Mogoncíaco Alemanha    | Touro       | 48 a.C. Júlio César        | 70 DD      | até 43 d.C. HISP; 43-70 Mogoncíaco* (GS)                                     | Desfeita por covardia durante a Revolta dos batavos                                          |
| IV Scythica              | Gaziantep Turquia      | Capricórnio | 42 a.C. Marco Antônio      | após 400   | até 58 d.C. MS; 68 - século V Zeugma* (SYR)                                  | quarta scythica: "4ª conquistadora dos citas"                                                |
| V Alaudae                | Xanten Alemanha        | Elefante    | 52 a.C. Júlio César        | 70 XX      | até 19 a.C. HISP; ca. 10 a.C. - 70 d.C. Castra Vetera* (GI)                  | "5ª Cotovias" Penas no elmo? XX pelos batavos                                                |
| V Macedonica             | Turda Romênia          | Águia       | 43 a.C. Augusto            | após 500   | 6 - 101 Esco, 107 - 61 Tresmis (MI); 166 - 274 Potaissa* (DC)                | quinta macedonica: "5ª da Macedônia"                                                         |
| VI Ferrata               | Galileia Israel        | Loba        | 58 a.C. Júlio César        | 250+ FD    | até 71 d.C. Rafana (SYR); 135-250+ Caparcotna* (JUD)                         | "6ª de ferro". XX na Batalha de Edessa 260?                                                  |
| VI Hispana               |                        |             | após 212                   | 250+ FD    | ?                                                                            | Apenas um registro. XX na Batalha de Abrito 251?                                             |
| VI Victrix               | Iorque Inglaterra      | Touro       | 41 a.C. Augusto            | pré 400    | até 70 d.C. Leão (HISP); 71-122 GI; 122-c400 Eboraco* (BRIT)                 | "6ª Vitoriosa". Construiu a Muralha de Adriano 122-32                                        |
| VII Claudia              | Kostolac Sérvia        | Touro       | 58 a.C. Júlio César        | c.400      | até 9 d.C. GAL; 9 - 58 DLM; 58 - ca. 400 Viminácio* (MS)                     | Sétima Claudia: título obtido ao esmagar o motim de 42                                       |
| VII Gemina               | Leão Espanha           |             | 68 d.C. Galba              | ca. 400    | 75 - ca. 400 Castra Legionis* (HISP)                                         | Formada na Hispânia por Galba para marchar contra Roma                                       |
| VIII Augusta             | Estrasburgo França     | Touro       | 59 a.C. Júlio César        | após 371   | 9 - 44 Petóvio PAN; 44 - 70 Nova MI; 70 - 371+ Argentorato* GS               | octava Augusta                                                                               |
| IX Hispana               | Iorque Inglaterra      | Touro       | 41 a.C. Augusto            | 120+ FD    | até 13 a.C. HISP; 9 - 43 PAN?; 71 - ca. 120 Eboraco* (BRIT)                  | nona Hispana XX ma Revolta de Barcoquebas c132?                                              |
| X Fretensis              | Jerusalém Israel       | Javali      | 40 a.C. Augusto            | após 400   | até 25 a.C. JUD; 25 a.C. - 66 d.C. SYR; 73 - c400+ Hierosólima*              | fretum = Estreito de Messina, Batalha de Nauloco 36 a.C.                                     |
| X Gemina                 | Viena Áustria          | Touro       | 42 a.C. Lépido             | após 400   | até 71 HISP; 71 - 103 Noviômago dos Batavos GI; 103 - ca. 400 Vindobona* PAN | Era a X equestris, a legião "montada" de César                                               |
| XI Claudia               | Silistra Bulgária      | Netuno      | 42 a.C. Augusto            | após 400   | até 71 d.C. DLM; 71 - 104 Vindonissa RT; 104 - ca. 400 Durostoro* MI         | undecima Claudia: honrada por Cláudio                                                        |
| XII Fulminata            | Malatya Turquia        | Raio        | 43 a.C. Lépido             | após 400   | até 14 d.C. AEG; 14 - 71 Rafana (SYR); 71 - ca. 400 Melitene* (CAP)          | XII Fulminata perdeu a Aquila na primeira guerra judaico-romana                              |
| XIII Gemina              | Alba Iulia Romênia     | Leão        | 57 a.C. Júlio César        | após 400   | 45 - 106 Petóvio PAN 106-270 Ápulo* DC 270 - 400 MI                          | "13ª Gêmea" Cruzou o Rubicão com Júlio César em 49 a.C.                                      |
| XIV Gemina               | Carnunto Áustria       | Capricórnio | 41 a.C. Augusto            | após 400   | 9 - 43 GS; 43-70 BRIT; 70 - 92 GS; 106 - ca. 400 Carnunto*                   | Derrotou os britanos de Boudica em Watling Street (60 d.C.)                                  |
| XV Apollinaris           | Saddagh Turquia        | Apolo       | 41 a.C. Augusto            | após 400   | 9 - 61 NR 61-73 SYR 73 - 117 NR; 117 - ca. 400 Satala* CAP                   | "15ª Veneradora de Apolo". Lutou na Primeira guerra judaico-romana                           |
| XV Primigenia            | Xanten Alemanha        | Fortuna     | 39 d.C. Calígula           | 70 XX      | 39 - 43 Mogoncíaco (GS); 43 - 70 Castra Vetera* (GI)                         | Deusa primogênita do Destino. XX na Revolta dos batavos                                      |
| XVI Flavia Firma         | Sansate Turquia        | Leão        | 70 d.C. Vespasiano         | após 300   | 70 - 117 Satala (CAP); 117 - 300+ Samósata* SYR                              | "16ª Firme de Vespasiano" Formada a partir da XVI Gallica                                    |
| XVI Gallica              | Mogoncíaco Alemanha    | Leão        | 41 a.C. Augusto            | 70 DD      | até 43 d.C. Mogoncíaco* (GS); 43 - 70 Novésio* (GI)                          | Desfeita por covardia durante a Revolta dos batavos e reformada como XVI Flavia Firma        |
| XVII                     | Xanten Alemanha        |             | 41 a.C. Augusto            | 9 XX       | até 15 a.C. AQ?; 15 a.C. - 9 d.C. Castra Vetera* (GI)                        | Destruída na Batalha da Floresta de Teutoburgo, perdeu o estandarte da Aquila, nunca refeita |
| XVIII                    | Xanten Alemanha        |             | 41 a.C. Augusto            | 9 XX       | até 15 a.C. AQ?; 15 a.C. - 9 d.C. Castra Vetera* (GI)                        | Destruída na Batalha da Floresta de Teutoburgo, perdeu o estandarte da Aquila, nunca refeita |
| XIX                      |                        |             | 41 a.C. Augusto            | 9 XX       | até 15 a.C. desconhecido; 15 a.C. - 9 d.C. algum lugar em GI                 | Destruída na Batalha da Floresta de Teutoburgo, perdeu o estandarte da Aquila, nunca refeita |
| Legio XX Valeria Victrix | Chester Inglaterra     | Javali      | 31 a.C. Augusto            | 250+ FD    | até 9 d.C. DLM; 9 - 43 GI; 43 - 75 BRIT; 75 - 250+ Deva* BRIT                | vigesima batizada por Messala? XX na queda de Alecto 296?                                    |
| XXI Rapax                | Windisch Suíça         | Capricórnio | 31 a.C. Augusto            | 92 XX      | 9 - 43 GI; 43 - 70 Vindonissa* (RT); 70 - 89 GI; 89 - 92 PAN                 | "21ª Devoradora". XX pela tribo roxolanos dos sármatas PAN                                   |
| XXII Deiotariana         | Alexandria Egito       |             | 48 a.C.                    | 132 XX     | até ca. 8 a.C. GAL; 8 a.C. - 123 d.C.+ Alexandria* (AEG)                     | Rei de GAL "21ª Deiótaro". XX na Revolta de Barcoquebas                                      |
| XXII Primigenia          | Mogoncíaco Alemanha    | Hércules    | 39 a.C. Calígula           | após 300   | 39 - ca. 300 Mogoncíaco* (GS)                                                | Formada para a campanha na Germânia de Calígula                                              |
| XXX Ulpia Victrix        | Xanten Alemanha        | Júpiter     | 105 d.C. Trajano           | após 400   | 105 - 22 b.C.; 122 - ca. 400 Castra Vetera* (GI)                             | "30ª Vitoriosa de Trajano"                                                                   |

* Observação: Base principal. Início em 31 a.C., se não especificada.

### Legenda

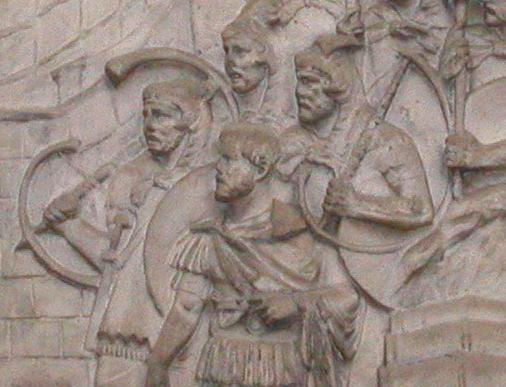
Legionários.
Cornija na coluna de Trajano, em Roma.>

#### Número e cognome
A numeração das legiões é confusa. Diversas compartilharam o mesmo número entre si. Augusto (e outros) numerava as legiões que fundou partindo do I, mas também herdou outras já numeradas de seus predecessores. Porém, mesmo esta prática não era consistentemente seguida: Vespasiano mantinha os mesmos números das legiões que ele formava a partir de unidades debandadas. Já a primeira legião de Trajano era a XXX, pois já existiam então vinte e nove outras quando ela foi formada, ainda que a segunda tenha sido numerada II. Os números XVII, XVIII e XIX, as legiões aniquiladas na Batalha da Floresta de Teutoburgo, nunca mais foram utilizados (e estas legiões não têm o cognome conhecido, o que sugere que após terem sido desgraçadas, os títulos foram deliberadamente esquecidos ou deixaram de ser mencionados). Como resultado desta evolução algo caótica, é fundamental a utilização do título da legião para identificá-la.
É comum também encontrar legiões com mais de um número, arrebatados em campanhas, normalmente por determinação do imperador. Apenas os números mais comuns e estabelecidos são mostrados na tabela. Para os demais, veja o artigo individual de cada uma.
Os títulos geográficos indicam:

a) O país em que a legião foi originalmente recrutada, como Italica: da Itália ou

b) povos que a legião conquistou, como Parthica: vitoriosa sobre o Império Parta

As legiões que levam o nome de um imperador ou de sua gens (clã) (ex.: Augusta, Flavia) foram ou fundadas por ele ou foram agraciadas com o nome como prova de um apreço especial.

### Principal base
Esta coluna mostra o castro onde a legião passou o período mais longo. Legiões muitas vezes compartilhavam entre si a mesma base. Subdivisões de tamanhos variados de uma legião frequentemente passavam tempo considerável em outras bases ou em outras províncias, conforme a necessidade.

### Emblema
As legiões frequentemente mantinham mais de um emblema ao mesmo tempo e, ocasionalmente, os trocavam. As legiões formadas por Júlio César geralmente mantinham o Touro como emblema, enquanto que as de Augusto mantinham o Capricórnio.

### Data final
Para as legiões que estão documentadas no século IV e depois, não sabemos ao certo onde e nem como elas acabaram. Para as legiões que desapareceram antes de 284 d.C., a razão (certa ou provável) está indicada como:
- XX = Aniquilada em uma batalha;
- DD = Desgraçada e desonrada;
- FD = Fim desconhecido;

### Castra legionaria
Indica as bases (castra) e/ou províncias por onde a legião passou durante a sua história.

### Observações
Pontos de interesse, incluindo a explicação dos títulos e detalhes sobre o destino de cada uma.
Nomes de províncias e as suas fronteiras são assumidas no artigo como em 107 a.C., durante o reinado de Trajano, e após a anexação da Dácia e da Arábia Pétrea. O mapa mostra as províncias no final do reinado dele, em 117 d.C., que é quase o mesmo de 107 d.C., exceto que a Armênia e a Mesopotâmia tinham sido anexadas (e abandonadas logo após a morte de Trajano); e a Panônia tinha sido dividida em duas (o que ocorreu por volta de 107 mesmo). O fato de as províncias e fronteiras terem mudado diversas vezes no período entre 30 a.C. e 284 d.C. explica a discrepância entre as fontes sobre a localização de uma particular legião numa data qualquer.

## Legiões do final do império
Diocleciano reorganizou o exército romano para conseguir lidar melhor com a ameaça dos bárbaros do norte da Europa e do Império Parta do oriente. O exército foi dividido em unidades de "fronteira" e de "campo".
As unidades de fronteira (limítanes) ocupavam os limes, as fortificações nas fronteiras do império, e eram formadas por soldados profissionais com um treinamento de pior qualidade.
As unidades de campo ficavam bem atrás da fronteira e deveriam se mover rapidamente para onde quer que fosse necessárias, com papéis ofensivos e defensivos. As unidades de campo eram formadas por soldados de elite, com um excelente treinamento e armas de boa qualidade. Elas, por sua vez, se subdividiam em :
1. Escola palatina: a guarda pessoal do imperador, criada por Constantino I para substituir a guarda pretoriana;
2. Palatinae: "tropas palacianas" eram as unidades mais graduadas, criadas também por Constantino após ele ter debandado a guarda pretoriana e eram compostas inicialmente por antigos guardas;
3. Comitatenses: unidades regulares de campo, algumas recém-formadas enquanto outras já tinham longa história desde o início do império;
4. pseudocomitatenses: eram unidades limítanes absorvidas pelos exércitos de campo e mantidas lá com frequência. Algumas das legiões do início do império se tornaram unidades pseudocomitatenses;

Estas unidades tinham geralmente entre 300 e 2.000 soldados e algumas mantinham a numeração original. A principal fonte para estas legiões é a Notitia Dignitatum, um documento do final do século IV contendo todos os cargos civis e militares das duas metades do Império Romano (revisada em 420 d.C. para o ocidente):
- Legio I
  - I Armeniaca
  - I Flavia Constantia ("Confiável Flaviana"): unidade comitatenses sob o comando do mestre dos soldados do Oriente (magister militum per Orientem)
  - I Flavia Gallicana Constantia (Confiável Flaviana da Gália): unidade pseudocomitatense sob o comando do mestre da infantaria da Gália (Magister Peditum per Gallias)
  - I Flavia Martis ("Flaviana dedicada à Marte"): pseudocomitatense
  - I Flavia Pacis (Flaviana dedicada à paz"): comitatense sob o comando do mestre da infantaria (magister peditum)
  - I Flavia Theodosiana: comitatense
  - I Illyricorum ("dos ilírios"): baseada em Palmira
  - I Iovia ("dedicada à Júpiter): fundada por Diocleciano, baseado na Cítia Menor
  - I Isaura Sagittaria ("arqueiros de Isáuria"): pseudocomitatense sob o comando do mestre dos soldados do Oriente.
  - I Iulia Alpina ("Alpina Juliana"): pseudocomitatense sob o comando do mestre da infantaria na Itália
  - I Martia ("dedicada a Marte")
  - I Maximiana Thaebanorum ("tebanos de Maximiano"): comitatense baseada em Tebas, Egito, e que provavelmente lutou na batalha de Adrianópolis
  - I Noricorum ("dos noricanos"): baseada em Nórica
  - I Pontica ("dos pônticos"): baseada em Ponto
- Legio II
  - II Armeniaca
  - II Britannica ("da Britânia"): comitatense sob o mestre da infantaria
  - II Flavia Constantia ("Confiável Flaviana"): comitatense sob o comando do mestre da infantaria
  - II Flavia Virtutis ("Virtuosa Flaviana"): comitatense sob o comando do mestre da infantaria
  - II Herculia ("dedicada a Hércules"): fundada por Diocleciano, baseado na Cítia Menor
  - II Isaura ("dos isáurios")
  - II Iulia Alpina ("Alpina Juliana"): pseudocomitatense sob o comando do mestre da infantaria
  - II Felix Valentis Thebaeorum ("Valente e afortunada dos tebanos"): comitatense
- Legio III
  - III Diocletiana ("de Diocleciano")
  - III Flavia Salutis: comitatense sob o comando do mestre da infantaria
  - III Herculea: comitatense sob o comando do conde da Ilíria
  - III Isaura
  - III Iulia Alpina: comitatense sob o comando do mestre da infantaria na Itália
- Legio IV
  - IV Italica
  - IV Martia
  - IV Parthica
- Legio V
  - V Iovia  (talvez sejam os Jovianos)
  - V Parthica
- Legio VI
  - VI Gemella
  - VI Gallicana
  - VI Herculia (talvez sejam os Herculianos)
  - VI Hispana
  - VI Parthica
- Legio XII
  - XII Victrix